# Charlie królem
Charlie królem (ang. His Prehistoric Past) − amerykański film niemy z 1914 roku, w reżyserii Charliego Chaplina. 

## Treść
Charlie zasypia na ławce w parku. We śnie przenosi się w czasy jaskiniowców. Zakochuje się w Sum-Babee, jednej z żon króla plemienia. Kiedy podczas polowania król spada z klifu, a Charlie, sądząc, że nie żyje, sam ogłasza się królem. Jednak władca powraca żywy.

## Główne role
- Charlie Chaplin – Pan Weakchin
- Mack Swain – Król Low-brow
- Gene Marsh – Sum-Babee - żona Low-brow
- Al St. John – jaskiniowiec
- Cecile Arnold – prehistoryczna kobieta
- Fritz Schade – Ku-Ku - lekarz
- Sydney Chaplin